# Hochgrabe
Die Hochgrabe ist mit einer Höhe von 2951 m ü. A. der dritthöchste Berg der Villgratner Berge in Osttirol. Ihr Gipfel liegt auf der Gemeindegrenze zwischen Außervillgraten und Innervillgraten, somit südlich des Defereggentals zwischen dem Villgratental und dessen Abzweiger Winkeltal. Demzufolge liegt der Berg östlich der österreichisch-italienischen Grenze.

## Natur und Klima
Die Hochgrabe befindet sich mitten im Hochgebirge, das Gebiet rundherum besteht hauptsächlich aus Grasland. Es gibt hier, wie auch in den ganzen Villgratner Bergen keinen Gletscher. Schnee liegt auf der Volkzeineralm (ca. 1880 m) bis Mai oder Juni, am Gipfel der Hochgrabe kann es das ganze Jahr vereinzelte Schneelacken geben.
In der Region herrscht alpines Klima. Durchschnittlich wärmster Monat ist Juli, kältester der Dezember. Am meisten Niederschlag gibt es im November, worauf es aber im Dezember am trockensten ist. Dabei gilt als Niederschlag auf der Hochgrabe zwischen November und April praktisch nur Schnee, in Mai, September und Oktober gibt es auch hauptsächlich Schnee, aber auch Regen. In den meteorologisch gesehenen Sommermonaten Juni und vor allem Juli und August gibt es im Fall eines Niederschlags größtenteils Regen, es kann aber bei Wetterkapriolen ebenfalls zu Schneefall kommen.

## Wanderung
Die Hochgrabe ist sowohl vom Volkzein am Ende des Winkeltals, als auch von Talet am Gemeindegebiet von Innervillgraten zu besteigen. 
1. Ersterer Aufstieg (von Außervillgraten) startet von der Volkzeinerhütte (1886 m) und durchquert zunächst steileres Gelände, bewachsen mit Latschen und Ähnlichem. Nachdem man einen kräftigen Wasserfall des Schrentebaches passiert, kommt man auf ca. 2350 Metern am sogenannten Schrentebachboden an.[1] Vorbei am Goldtrögele (2666 m), das sich z. B. aus bemoosten Steinen zusammensetzt, folgt ein Boden aus unsicheren Steinen, die keinen sicheren Untergrund gewährleisten, die Wilde Platte. Nach einer langen, anspruchsvollen Wanderung, kommt man schlussendlich am Gipfel an.[2]
2. Zweiter Aufstieg beginnt bei einem kleinen Parkplatz (1563 m) in der Nähe der Weggabelung zum Höggehof. Zunächst geht man entlang einer Schotterstraße und wenig später einem Wiesenweg bis zum Talethof (1706 m). Vorbei an der Taletalm (1810 m) und der Schmidhoferalm (1909 m) kommt man dann kurz vor der sogenannten Sandkammer an. Vorbei an ein paar Heuhütten geht es zu den Sieben Seen (2530 m). Dort wird es wieder etwas flacher. Über den Westrücken kommt man zum Gipfelgrat, der dann ebenfalls zum Gipfel führt.[3]

Dort oben gibt es ein ausgiebiges Aussichtsbergpanorama:
- Sextner Dolomiten (Cristallogruppe, Dreischusterspitze, Antelao, Zwölferkogel)
- Lienzer Dolomiten (Große Sandspitze, Spitzkofel)
- Hohe Tauern (Großglockner, Venedigergruppe)